# Alternativa Popular Revolucionària
L'Alternativa Popular Revolucionària (en castellà Alternativa Popular Revolucionaria; APR) és una coalició d'esquerres veneçolana opositora al govern de Nicolás Maduro.

## Història
Es va crear amb l'objectiu de presentar-se a les eleccions parlamentàries de 2020, conformant un bloc d'esquerra radical de forces que recolzen el chavisme i l'aprofundiment de l'anomenada Revolució Bolivariana, però són crítics amb el govern i presidència de Maduro, al qual acusen d'autoritari i d'aplicar mesures neoliberals. També han denunciat les intervencions judicials de nombrosos partits de l'òrbita del GPPSB, com el PCV, el PPT o els Tupamaro, imposant direccions afins al PSUV i impedint als crítics mantenir el control efectiu de les organitzacions. En aquest sentit, l'APR també ha acabat servint com a estructura legal per a tots els membres crítics d'aquests partits que s'han vist expulsats.
Així, per a les eleccions de 2020, la coalició finalment es va inscriure amb la papereta del PCV, l'única legalment habilitada per a participar. Durant la campanya, els partits membres van denunciar agressions, amenaces i pressions dels sectors oficialistes. Tanmateix, la coalició aconsegueix 170.352 vots i un diputat, el dirigent Óscar Figuera del PCV.
Un any més tard, per a les eleccions regionals de 2021, l'APR va ser la força política amb més candidats inhabilitats.

## Moviments integrants
| Partit polític                                       | Sigles | Fundació | Definició política    |
| ---------------------------------------------------- | ------ | -------- | --------------------- |
| Partit Comunista de Veneçuela - Sector Óscar Figuera | PCV    | 1931     | Marxisme-leninisme    |
| Patria Para Todos - Sector Rafael Uzcátegui          | PPT    | 1997     | Socialisme llibertari |
| Moviment Tupamaro de Veneçuela - Sector José Pinto   | MRT    | 1998     | Guevarisme            |
| Partit Revolucionari del Treball                     | PRT    | 2012     | Marxisme-leninisme    |
| LC - Corrent Marxista Internacional                  | LdC    | 2010     | Trotskisme            |
| Moviment Som Lina                                    | SL     | 2018     | Antiimperialisme      |
| Esquerra Unida                                       | IU     | 2002     | Socialisme            |
| Red Autònoma de Comuners                             | RAC    | 2009     | Comunalisme           |